# Пачин
Энри́ке Пе́рес Ди́ас (исп. Enrique Pérez Díaz; 28 декабря 1938, Торрелавега, Кантабрия — 10 февраля 2021, Мадрид), более известный как Пачи́н (исп. Pachín) — испанский футболист (защитник) и тренер.

## Клубная карьера
Футбольная карьера Пачина началась в 1956 году в клубе третьего дивизиона «Химнастика Торрелавега». Далее он перешёл в другой клуб Терсеры, «Бургос». В 1958 году он перешёл в клуб Ла Лиги «Осасуна». В высшем дивизионе Пачин дебютировал 2 ноября 1958 года, его команда выиграла у «Реал Бетис» со счётом 3:0. Хорошая игра Пачина в «Осасуне» была замечена скаутами «Реал Мадрида», и в 1959 году он стал игроком столичного клуба. В своём первом сезоне в «Реал Мадриде» он ни разу не играл в чемпионате. Его дебют состоялся в Кубке чемпионов. Он дебютировал в футболке королевского клуба 21 апреля 1960 года в полуфинальном матче против «Барселоны», «галактикос» выиграли со счётом 3:1. Он также сыграл во второй встрече с «Барселоной» и в финал в Глазго с немецким «Айнтрахтом». Пачин играл за «Реал» в течение девяти лет до 1968 года. В последний раз он сыграл за «бланкос» в Мадриде в матче Ла Лиги 28 апреля 1968 года, его команда потерпела поражение с минимальным счётом от «Малаги». С «Реалом» Пачин семь раз выиграл чемпионат Испании: в 1961, 1962, 1963, 1964, 1965, 1967 и 1968 годах; Кубок Короля 1962, Кубок европейских чемпионов 1966 года и Межконтинентальный кубок по футболу 1960 года. В сезоне 1968/69 он выступал за клуб второго дивизиона, «Реал Бетис». В 1970 году он отправился в Мексику, где год спустя закончил свою карьеру, играя за «Толуку».

## Карьера в сборной
В испанской сборной Пачин дебютировал 15 мая 1960 года в товарищеском матче против Англии, испанцы выиграли со счётом 3:0. В 1962 году он принял участие в чемпионате мира. На турнире в Чили он участвовал в двух встречах с Мексикой и Бразилией. В последний раз Пачин представлял сборную 30 мая 1963 года в отборочном матче чемпионата Европы против Северной Ирландии, соперники сыграли вничью 1:1. С 1960 по 1963 год он сыграл 8 матчей.

## Карьера тренера
После ухода из спорта Пачин занялся тренерской деятельностью. Его первой командой стал фарм-клуб «Реал Мадрид C», который он возглавлял в сезоне 1973/74. В итоге он тренировал 13 клубов. Его тренерская карьера закончилась после ухода из «Гранады» в 1989 году.